# Hibiscus praeteritus
Hibiscus praeteritus là một loài thực vật có hoa trong họ Cẩm quỳ. Loài này được R.A.Dyer mô tả khoa học đầu tiên năm 1931.